# Ralf Scherrer
Ralf Scherrer (* 1959 in Rathenow) ist ein deutscher Künstler.
Scherrer flüchtete mit seinen Eltern aus der DDR und wuchs in Wiesbaden auf. Von 1978 bis 1983 studierte er Malerei an der Staatlichen Akademie der Bildenden Künste in Karlsruhe. Zusammen mit Wolf Pehlke, Harald Häuser, Heinz Pelz, Jürgen Wiesner und Caroline Bittermann gründete er die Künstlergruppe Kriegfried. Während des Kunststudiums unternahm er mehrere Reisen durch Indien und Mexiko. Von 1984 bis 1988 studierte er Altamerikanistik und Indische Kunstgeschichte in Berlin. Im Jahre 1989 erhielt er ein Arbeitsstipendium der Stiftung Kunstfonds Bonn.

## Einzelausstellungen
- 1983 Badischer Kunstverein
- 1987 Galerie Lietzow, Berlin
- 1989 Redaktion der "Tageszeitung", Berlin
- 1990 Städtische Galerie, Überlingen
- 1993 Galerie Bellevue, Kulturamt Wiesbaden (K)
- 1993 Kunsthalle, Gießen